# Podlesie Radwanickie
Podlesie Radwanickie (biał. Падлесьсе-Радваніцкае, ros. Подлесье-Радваничское) – wieś na Białorusi w rejonie brzeskim obwodu brzeskiego, w sielsowiecie Muchawiec. 
Miejscowość położona 11 km na wschód od Brześcia i 1,5 km na południowy wschód od wsi Litwiny, tuż przy zachodniej granicy rejonu żabineckiego.

## Historia
W XIX w. wieś znajdowała się w gminie Radwanicze w powiecie brzeskim guberni grodzieńskiej. 
W okresie międzywojennym Podlesie należało do gminy Radwanicze, a po 1928 r. do gminy Kamienica Żyrowiecka w powiecie brzeskim województwa poleskiego. Według spisu powszechnego z 1921 r. była to wieś zamieszkana przez osoby deklarujące się jako rzymscy katolicy narodowości polskiej.
Po II wojnie światowej Podlesie znalazło się w granicach ZSRR i od 1991 r. w niepodległej Białorusi.